# 武家政權
武家政權，又稱武士政權，是指日本歷史上從平安時代後期至江戶時代，由武家棟樑（軍事貴族）為首的天下人、能夠實效支配地方社會的武士階級，即所謂的「武家」所掌握的中央政權。以前把12世紀後半葉由源賴朝建立的鐮倉幕府做為武家政權建立的開端，現在一般往前追溯二十年，將平清盛建立的平氏政權也視為武家政權。武家政权历经平氏政權、鐮倉幕府、室町幕府（含鞆幕府）、織田政權、豐臣政權、江戶幕府六个时期，时间总长701年。武家政权统治时代，其统治家族的家督是日本事实上的最高領導人。一般担任幕府官职征夷大将军、执权，或担任朝廷官位太政大臣、关白，以达到架空皇室与朝廷目的，甚至干预天皇废立，支配全国大名，使天皇成为傀儡。
武家政權並不等同於幕府，在幕府開設之外也存在著凌駕於天皇之上並架空公家政權，以朝廷官位太政大臣統治天下的武家政權，例如平氏政權、豐臣政權。

## 歷史
武家政權問世以前的日本相繼為天皇親政、攝關政治、院政等政治型態，以皇族與公家組成朝廷的行政中樞。並派遣具備官人身分者出任國司行使地方統治職權。
特別是在奈良時代，政府以律令制為基礎，各道都督利用了古代地方首長的後裔郡司階級的酋長權力。由國司四官設置國衙組織編制戶籍，並在整個朝廷領土上鋪開了個人控制的網絡。然而，到了平安時代前後，地方社會的分層急劇發展，對失去技能的小農征服運動更加激烈。結果，國衙難以以戶籍為基礎支配地方，也難以徵收維持中央政府所需的稅收。比前期更大程度地下放權力，一個王朝國家制度建立於10世紀，通過富裕農民控制地區並徵收稅收。在此嶄新體系之下，武士的地位被確立為負責捍衛國衙軍制的戰士。在確立国衙軍制和武士地位的過程中，早期武士為確立自己的地位而進行有條件的鬥爭，擴大為武裝起義導致了承平天慶之亂。平將門與藤原純友等人領導了叛亂，這次叛亂在短時間內被鎮壓，但在這場動亂中，平將門奪取了坂東諸國的国衙機構，自稱為“新皇”並建構起「小律令国家体制」。其試圖建構一個新制度但未成功，由於這是武士首度試圖獨立脫離於律令制度的嘗試，有觀點認為平將門的經驗給日後源賴朝建構的東国武家政權提供了借鑑
。
再者11世紀時莊園公領制建立後，莊園與公領（國衙領）之間頻繁發生武力衝突，莊園與公領的管理者多由武藝世家與武士出任惣司、郡司、鄉司、保司等職。通過這種方式，武士成為雄踞地方的領主，並確立自己作為該地區有效統治者的地位。

### 平安時代末期
在平安時代末期，平清盛在朝廷的內亂保元之亂和平治之亂中立下戰功，促使貴族與統治階級意識到軍事力量的重要性，並確立了其軍事權威的地位。然後，他成為首位以武士的身份被任命為太政大臣者，並取得最高權力。平氏政權組織各地的在地武士建立家人制支配全國，還通過國衙制度下詔全國武士承擔守護天皇皇宮的大番役勤仕警備任務，被視為最初的首個武家政權。此外，平清盛還建立了守護、地頭等各種制度，這些制度與內裏警護大番役制度一起被後來的源賴朝政權強化延續。但伊勢平氏（平家）家族佔據了朝廷官銜，而清盛本人則成為天皇的外戚，與攝關政治幾無差異。雖然他們成功將武士滲透到現有的體系中，但他們仍無法通過武家建立自己的獨立政治體系，並像以前的藤原氏一樣繼續專政，如此只不過展示了平家一族的繁華與非凡的功業，以及他們的繁榮。因此，許多地方武士為了提高自己作為地方有效統治者的地位，希望通過與中央軍事當局的聯繫來獲得權力，加強控制，但又無法充分確立自己的利益代表地位。終為同時起事的源義仲和源賴朝所滅。

### 鎌倉時代
正式的武家政權始于源赖朝建立的鎌倉幕府。赖朝是被朝廷贵族驱赶出国的东方武士起义旗手，於壽永2年·治承7年（1183 年）十月收到後白河院的敕令，承认其於东方的统治权（有效控制了東海道和東山道）。随后，他被任命为右近衛大將，但随即辞职返回鎌仓，并于翌年（1191年）正月，以前右近卫大將的身份颁布了「政所吉書始」初步設置家政機關。文治元年11月29日（1191年），他通过文治敕許，让朝廷批准其地方守護（初为國地頭）和地頭的任命權，主要勢力範圍於东日本并控制了全国的军事总动员系统。 为了建立一个结构以確保武家政权的独立性并得以有效控制武士阶层，他向朝廷寻求索取「大将軍」的称号，并被任命为级别低于近卫大將的征夷大将軍開創幕府以建立其权力结构。此时，它仍然是一个以日本東部为中心的地方政府並从属于天皇和上皇且與之并行的武家势力。河内源氏嫡流（源家）一門三世而亡，作為主力的御家人北條氏以外戚身份从摄家迎立了藤原赖經为将军，此后又扶植了宫将军為傀儡，自己以執權的身份掌握最高實权。1221年承久之亂後，镰仓的武家势力於北條義時領導下擊潰朝廷势力，取得於前平家被沒收的官地內任命守護、地頭的權力，後将其控制权扩展到全国，最终成为全国第一个统一天下的武家政權。随后武家政權消滅京都朝廷的武士势力廢除京都守護的職務，改為設置由御家人組成的六波羅探題監視、干預朝廷和皇位繼承。在各个地区，地頭取代了国衙领和荘园加强了对全国的控制，隨著武家政權對全國的控制力道增強，以關懷和撫育人民作為統治力量的撫民思想逐漸滲透至武士階層，武家政治隨之逐渐成熟。
镰仓时代中后期，在与其他有力御家人的权力斗争中获胜的執權北條氏鞏固其專制統治。1274年和1281年兩次元日戰爭等其他因素导致许多御家人在经济和政治上沒落，对镰仓幕府的不满情绪日益高涨。再加上後醍醐天皇起身倒幕，镰仓幕府也被足利氏與新田氏等有力御家人背弃，最终走向滅亡。

### 南北朝時代
後醍醐天皇消滅镰仓幕府後實施建武新政，武家政權中斷。後醍醐天皇親政後旨在縮減武士領地、恢復国衙領的獨裁統治以及以公家為優先的各項政策，致使新政府失去武家的支持。足利尊氏利用镇压中先代之亂的机會反叛後醍醐天皇，众多武家因而集结起来攻打建武政權，後醍醐天皇攜帶三神器流亡吉野。緊接著，足利尊氏在陸奧被北畠顯家軍擊敗後逃往九州，於短時間內又成功奪回政權，尊奉光嚴上皇的院宣重返京城。他暂时与後醍醐天皇和解，但随后擁立持明院統的光明天皇成立北朝朝廷與室町幕府。後醍醐天皇因而再次與武家对立，在吉野建立南朝，日本朝廷分裂为南、北两個，导致全国进入战乱的南北朝时期。三代將军足利义满时，南、北兩朝廷透过《明德和約》实现统一，南朝被并入足利家扶植的北朝。虽然南北兩朝廷引起了一些戰乱，但有学者指出南朝存在过一段时间，并没有因为1348年高師直攻陷吉野据点以及在賀名生战败而被彻底消滅。自兩朝廷合併後，天皇仍持續擁有制約武家的權威，並保留了其繼續存在的實力。

### 室町時代
室町時代，第三代將軍足利義滿篡奪朝廷權力，圖謀成為治天之君，獲中國明朝冊封為「日本國王」。此外，義滿剝奪了官員的任用權、祭祀權與更改年號及賞罰綸旨等權力，天皇和朝廷的權威於此時下降到最低水平。 其終極目標是讓三子足利義嗣即位為天皇，後因義滿薨逝而無法實現。另也有反論認為足利義滿掌管天子的權力單純只是為了重建和改革朝廷。
另外，守護最初被禁止干涉國司的業務與地頭的權限，應仁之亂後地方領主的勢力擴張逐漸成為雄霸一方的諸侯。室町時代後半期，地方勢力的統治大權迅速進展，地方守護被稱為守護大名。與此同時，室町幕府逐漸弱化成為近畿地區的地方政權，細川氏和三好氏等幕臣勢力不斷增強，15世紀中葉以來的國內治理狀態因而被稱為幕府·守護體制。
往後封印了60年的賞罰綸旨制度在永享之亂期間復甦並被濫用，標誌著天皇權威復甦的開端。
到明應之變時，天皇服從武家的權威落實武家執奏制度以獲得免於為其行為承擔政治責任的原則作為交換。

### 戰國・安土桃山時代
戰國時代，勢力日益強大的守護大名與幕臣之間的矛盾引發了涵蓋將軍繼承在內等多項紛爭，進而爆發大規模內戰應仁之亂。明應之變後，室町幕府失去對國家的控制權，僅在畿內地區成為地方行政機構保留少數權力。許多守護失去對國內的控制並重新獲得權力，並且有大約150個具有不同背景的地方勢力，如守護代・国人等，他們的影響力形成了統治多個領土的大名領國，成為戰國大名。這些戰國分國皆由武力組建，而不是受朝廷或幕府的委託，朝廷和幕府的任命與批准成為一種形式。武家勢力成為決定性力量，但另一方面，崛起的戰國大名則與中央權門接觸獲得朝廷官銜，以取得權威和正當性。此外，以大內氏收購大宰大弐官職為起點，以擴大戰國大名勢力為實際名目的任官制度也開始出現。 例如，毛利氏是收到天皇送來的蘭奢待切屑就欣喜若狂，京都的公家文化滲透到武家，對天皇的崇拜亦更加強烈。就這樣，天皇的權威在武家的崛起過程中以新的形式復興。
戰國大名中，尾張國的織田信長擁立將軍足利義昭上洛，其後與足利義昭的矛盾加深，1573年將軍義昭被流放，室町幕府被消滅。信長出任权大纳言兼右近卫大将，並建立了一個強大的中央集權政府織田政權，以“天下人”的身份執掌天下。由於信長在完成統一大業前身殞，其後崛起的豐臣秀吉於1590年完成天下統一，並於先前成為近衛前久的養子，在1585年就任内大臣兼關白，成立豐臣政權。作為天皇的忠誠武將，秀吉推翻了信長之前室町幕府武家政權的成果和文獻制度，向天皇俯首稱臣，被天皇册封为太政大臣。1598年豐臣秀吉薨後，德川家康於1600年關原之戰勝出並控制住所有戰國大名，成為新的天下人。家康以吾妻鏡為根據，自稱世出與足利氏同族的清和源氏新田氏流，1603年就任征夷大將軍後建立江戶幕府，獲朝廷正式認可其為武家領袖。另外，在織田政權之前的三好長慶扶植堺公方成立的三好政權有時也被視為武家政權。

### 江戶時代
江戶時代持续了264年，在此期间，幕府通过禁中並公家諸法度控制朝廷。由於非政治領域需動用天皇的權威，朝廷與幕府雙方多有摩擦、偶爾關係僵化，至東山天皇時朝廷改善與幕府的關係，已由幕府完全支配，地方政治上由分封各藩的藩主施政，称为幕藩體制。 幕府提倡儒家朱子學学派，并以此为基础稳定政權权力。有段時間荻生徂徠、室鳩巢、山鹿素行等儒者提倡尊稱幕府為「公儀」或「朝廷」，甚至直接稱「王」。關於幕府的權力基礎，新井白石曾向德川家宣講解其著作『讀史餘論』時解释：「现在的朝廷是北朝的后裔，是为了延續武家政權而建立的，德川家在关原之战取勝统治了整个国家是天命依歸，過程中并没有寻求天皇作为合法性的基础，而屬王朝更替」。然而另一方面，尽管幕府是一个以镰仓幕府为模式建構的獨立型幕府機關，在天下安定、儒學興盛的背景下，《大日本史》的編纂引發了自戰國時代以來天皇權威的又一次復甦。18世紀，當幕府權威因飢荒等因素而動搖時，古典文學界開始廣為散佈幕府權力是由朝廷授權的大政委任論。1788年，江戶幕府由老中松平定信執政改革。為了通過武家的力量統領全國，政府以農地為發展基礎。然而由于工商业兴起，包括征税在內的多項基本制度无法应对早期资本主义社会的建立，随着向大商人借贷的增加，幕府各藩纷纷破产。商人只需缴纳少量的城市共同财富基金，卻无需纳税。儘管存在着向御用商支付御用金及大名贷款透支等情況，但武家的力量已无法趕上時代及社会的变化。最終在江戶時代末期，幕府的財政赤字直接導致了尊皇思想逐日蔓延於市井社會。

### 幕末
江戶時代末期，國外列強要求幕府開國、締結通商條約，尊皇攘夷與倒幕運動因而興盛。公武合体失敗加上長州征討失利等政情不穩因素促使十五代將軍德川慶喜選擇於1867年大政奉還結束武家治世。1868年鳥羽伏見之戰爆發，幕府勢力與包括薩長土肥在內的西南雄藩開戰，最終於戊辰戰爭確立薩長土肥一方的勝利，他們隨後成為朝廷的正規軍隊「官軍」。不過這也包含各大雄藩內部自己發生階級翻轉的因素，各藩的下級武士在與上級武士對抗後率先崛起主導各藩的藩政，倒幕成功後於明治維新期間主持明治政府。此後日本由明治政府統治，諸大名列位華族，其他武士被列為士族，傳統武家制度消失。武家思想則於明治時期以現代日本的形式存在，通過教育實現完備徹底的家族制度和徵兵制，成為此後近代日本帝國成為軍事國家的基礎。

## 武家政權列表
中央政權
| 武家政權 （中文／日文） | 家族                                                                               | 官位     | 幕府官职   | 時期                                      | 時期  | 領袖     | 領袖     | 領袖       |
| 武家政權 （中文／日文） | 家族                                                                               | 官位     | 幕府官职   | 年份                                      | 時長  | 初代     | 末代     | 列表       |
| ----------------------- | ---------------------------------------------------------------------------------- | -------- | ---------- | ----------------------------------------- | ----- | -------- | -------- | ---------- |
| 平氏政權 ／             | 伊勢平氏                                                                           | 太政大臣 | 畿内惣管   | 1167年－1185年 （仁安二年－文治元年）     | 18年  | 平清盛   | 平宗盛   | (表)       |
| 源义仲政权              | 河內源氏                                                                           | 伊予守   | 征東大將軍 | 1183年－1184年 （寿永二年－寿永三年）     | 2年   | 源義仲   | 源義仲   |            |
| 鎌倉幕府 ／             | 河內源氏                                                                           | 右大臣   | 征夷大将军 | 1192年－1333年 （建久三年－元弘三年）     | 141年 | 源賴朝   | 守邦親王 | (表1 &表2) |
| 鎌倉幕府 ／             | 北条氏（源賴朝薨後，姻親北條氏掌握實際最高權力，任意廢立攝家與宮家出身的幕府將軍） | ×        | 执权       | 1192年－1333年 （建久三年－元弘三年）     | 141年 | 北條時政 | 北條守時 | (表1 &表2) |
| 室町幕府 ／             | 足利氏                                                                             | 太政大臣 | 征夷大将军 | 1338年－1573年 （曆應元年－天正元年）     | 235年 | 足利尊氏 | 足利義昭 | (表)       |
| 鞆幕府 ／               | 足利氏                                                                             | 太政大臣 | 征夷大将军 | 1576年－1587年 （天正四年－天正十五年）   | 11年  | 足利義昭 | 足利義昭 | (表)       |
| 織田政權 ／             | 織田氏                                                                             | 右大臣   | ×          | 1568年－1583年 （永祿十一年－天正十一年） | 15年  | 織田信長 | 織田秀信 | (表)       |
| 豐臣政權 ／             | 豐臣氏                                                                             | 太政大臣 | ×          | 1585年－1603年 （天正十三年－慶長八年）   | 18年  | 豐臣秀吉 | 豐臣秀賴 | (表)       |
| 江戶幕府 ／             | 德川氏                                                                             | 太政大臣 | 征夷大将军 | 1603年－1868年 （慶長八年－明治元年）     | 265年 | 德川家康 | 德川慶喜 | (表)       |

近乎中央政權的政權
- 細川政权（細川氏）
- 三好政权（三好氏）

### 引用
1. ↑  五味文彦　「中世の風に思う」　『史学雑誌』108巻1号　史学会、1999年、38頁。
2. ↑  . . 平凡社. 1993: 599 （日语）.
3. ↑  飯田 1974，第13-14、195-196頁.
4. ↑  飯田 1974，第203-205頁.
5. ↑  田中 1994，第122、234、303頁.
6. ↑  飯田 1974，第111、203頁.
7. ↑  佐藤 1983，第257頁、ページは2007年岩波現代文庫版。既に実質獲得の軍事警察権の公認と新たに東国行政権を得た。
8. ↑  石母田正「鎌倉幕府:国地頭職の成立」石母田正・佐藤進一編『中世の法と国家』、東京大学出版会、1960年
9. ↑  佐藤 1983，第82-83、104頁、ページは2007年岩波現代文庫版
10. ↑  下村修太朗, , 関口崇史  (编), , 日本史史料研究会 監修, 洋泉社, 2018 （日语）
11. ↑  呉座 2021，第176-284頁.
12. ↑  呉座 2021，第280-315頁.
13. ↑  網野善彦. . 筑摩書房. 1991: 223–224 （日语）.
14. ↑  今谷 1990，第34-168頁.
15. ↑  今谷明. . 新人物往来社. 1991 （日语）.
16. ↑  今谷 1990，第168-183頁.
17. ↑  石原比位呂「足利義満の対朝廷政策」『室町時代の将軍家と天皇家』（勉誠出版、2015年）など
18. ↑  今谷 1990，第187-192頁.
19. ↑  今谷 1993，第210-211頁.
20. ↑  今谷 1993，第211-213頁.
21. ↑  鈴木良一. . . 第8巻 中世4. 1963: 4 （日语）.
22. ↑  小和田哲男. . 学研新書. 2009: 11–14 （日语）.
23. ↑  石井良助 1982，第303頁.
24. ↑  今谷 1993，第114-124頁.
25. ↑  今谷明. . 岩波新書. 1993 （日语）.
26. ↑  石井良助 1982，第238頁.
27. ↑  石井良助 1982，第225-226頁.
28. ↑  藤田覚 2011，第14-78、114-115、127-129頁.
29. ↑  渡辺浩. . . 東京大学出版会. 1997: 4–6 （日语）.
30. ↑  高橋 2018，第70-71頁.
31. ↑  藤田覚 2011，第147-146頁.
32. ↑  藤田覚 2011，第263-271頁.
33. ↑  大石慎三郎; 津本陽. . Lecture books. 朝日出版社. 1985: 73 （日语）.
34. ↑  田村安興『天皇と官吏の時代:1868年-1945年』清文堂出版, 2014年、p.84
35. ↑  伊部英男『開国:世界における日米関係』ミネルヴァ書房、1988年、P.90